# Mistrovství světa v cyklokrosu 1954
5. Mistrovství světa v cyklokrosu se konalo 28. února 1954 na kopci Crenna na severu města Gallarate v Itálii. Závodu se účastnilo
36 závodníků, ale do cíle jich dojelo jen 31. Trať závodu byla dlouhá 24. 370 km.

## Přehled
| Poř.             | Jméno                   | Čas          |
| Zlatá medaile    | André Dufraisse         | 55 min 06 s  |
| Stříbrná medaile | Pierre Jodet            | + 0 min 44 s |
| Bronzová medaile | Hans Bieri              | + 0 min 56 s |
| 4                | Georges Furnière        | + 1 min 28 s |
| 5                | Johny Goedert           | + 1 min 32 s |
| 6                | Antonio Barrutia        | + 1 min 47 s |
| 7                | Roger de Clercq         | + 2 min 07 s |
| 8                | José Michelena          | + 2 min 07 s |
| 9                | Frans Feremans          | + 2 min 07 s |
| 10               | Calixte Van Steenbrugge | + 2 min 34 s |
| 11               | André Brulé             | + 2 min 54 s |
| 12               | Gérard Durand           |              |
| 13               | Mario Rossi             | + 3 min 44 s |
| 14               | Dante Benvenuti         | + 4 min 18 s |
| 15               | Giovanni Picasso        |              |
| 16               | Albert Meier            | + 4 min 49 s |
| 17               | Cosme Barrutia          | + 5 min 04 s |
| 18               | Roland Fantini          |              |
| 19               | Pitty Scheer            |              |
| 20               | Edwin Bieter            | + 5 min 15 s |
| 21               | Jangy Schmit            |              |
| 22               | Felipe Alberti          |              |
| 23               | Miguel Chacon           |              |
| 24               | Franz Reitz             |              |
| 25               | Lothar Friedrich        |              |
| 26               | Emil Reinecke           |              |
| 27               | Hans Brinkmann          |              |
| 28               | Heini Ruffenach         |              |
| 29               | Hardy Bingen            |              |
| 30               | Sepp Rupp               |              |
| 31               | Peter                   |              |
|                  | Firmin Van Kerrebroek   | nedokončil   |
|                  | Roger Rondeaux          | nedokončil   |
|                  | Graziano Pertusi        | nedokončil   |
|                  | Charly Gaul             | nedokončil   |
|                  | Jean-Pierre Kirchen     | nedokončil   |